# 1934 aux États-Unis
Pour des articles plus généraux, voir Chronologie des États-Unis et 1934.
Chronologie des États-Unis
- 1930
- 1931
- 1932
- 1933
- 1934
- 1935
- 1936
- 1937
- 1938

Cette page concerne des événements d'actualité qui se sont produits durant l'année 1934 du calendrier grégorien aux États-Unis.

## Gouvernement
- Président : Franklin D. Roosevelt
- Vice-président : John N. Garner
- Secrétaire d'État : Cordell Hull
- Chambre des représentants - Président

## Événements
- 1er janvier : l'île d'Alcatraz à San Francisco devient officiellement une prison fédérale.
- Janvier : rétablissement de la convertibilité-or du dollar et adoption d’une nouvelle parité. Dévaluation du dollar de 59,06 %.
- 2 février : Création de l’Export-Import Bank destinée à favoriser le financement des exportations.
- 26 février[1] : Elijah Muhammad devient le chef de Nation of Islam (Black Muslims).
- 31 mars : Dissolution de l'agence gouvernementale Civil Works Administration. Le dérapage du budget alloué (1 milliard de dollars dépensés en 4 mois) et la nécessaire rigueur budgétaire contraint le président à renoncer au programme, malgré son succès.
- 12 avril-3 juin : Auto-Lite strike à Toledo.
- 13 avril : Johnson Act interdisant tout prêt à un gouvernement n’ayant pas honoré ses engagements antérieurs à l’égard des États-Unis.
- 9 mai : Sugar Act, destinée à protéger l'industrie sucrière américaine de la concurrence par des subventions et des droits de douane élevés.
- 10 mai : Revenue Act. Nouvelle hausse de la fiscalité pour financer le New Deal du président Roosevelt.
- 16 mai : début d'une grève générale à Minneapolis, organisée par le parti communiste pour protester contre la politique salariale déflationniste et les licenciements abusifs. Le gouverneur du Minnesota fait appel à la garde nationale pour rétablir l'ordre. 4 000 soldats sont déployés dans la ville et répriment sévèrement les grévistes. 4 personnes sont tuées et 67 sont blessées. Plusieurs milliers de personnes sont arrêtés.
- 23 mai : les gangsters Bonnie Parker et Clyde Barrow sont tués par la police dans une embuscade.
- 6 juin : Securities Exchange Act. Loi régulant les marchés financiers. Création d'un organisme de contrôle des valeurs boursières : la Securities and Exchange Commission.
- 12 juin : Reciprocal Trade Agreements Act (T.A.A.). Le Président est autorisé à abaisser les tarifs douaniers jusqu’à 50 %, moyennant des concessions réciproques des pays contractants.
- 16 juin : Communications Act. Réorganisation du système de contrôle des services de télécommunication aux États-Unis.
- 18 juin : Indian Reorganization Act. Reconnaissance aux tribus indiennes du droit à l'autonomie.
- 22 juillet : l'Ennemi Public no 1, John Dillinger est abattu à Chicago par le FBI.
- 28 juin : National Housing Act créant le Federal Housing Administration et le Federal Savings and Loan Insurance Corporation.
- 23 août[2] : American Liberty League. Elle rassemble les magnats de l’industrie et leurs alliés opposés à la politique réformiste de Roosevelt.
- 31 août : vote de la première loi de neutralité. Démission du secrétaire du budget, Lewis Douglas. Il devient un important détracteur du New Deal.
- 3 septembre : nouveau traité de réciprocité entre Cuba et les États-Unis. L’amendement Platt est retiré de la Constitution cubaine.
- Novembre : succès démocrates aux élections pour le renouvellement du Congrès.

- Le New Deal du président Roosevelt provoque une très forte hausse des dépenses fédérales pour financer les nombreux programmes sociaux et de lutte contre le chômage : 6,5 milliards de dollars à la fin de l'année.
- Ascension des « démagogues ». Le père Charles Coughlin, le populiste Huey Pierce Long et le docteur Townsend recrutent de nombreux adeptes.
- Recrudescence du Ku Klux Klan.
- 1,5 million de travailleurs en grève dans le pays, les autorités réagissent par le recours à l'armée qui mène une force répression les mouvements des grévistes.
- Lutte ouverte entre les États-Unis et le Mexique (1934-1938).
- Travaux de la Commission Nye (1934-1935). Elle révèle que les États-Unis seraient entrés en guerre en 1917 pour aider leurs banquiers à recouvrer leurs créances auprès des Alliés.
- Sécheresse dans le Sud-ouest des États-Unis.
- Une once d'or = 35 US dollars.
- Aggravation du déficit budgétaire à 2,9 milliards de dollars. La politique sociale du président provoque des fortes hausses des dépenses qui atteignent 6,4 milliards de dollars. Les fortes hausses d'impôts (qui atteignent 3,5 milliards de dollars) ne parviennent pas à maintenir l’équilibre budgétaire.

## Naissances en 1934
- 6 décembre : Nick Bockwinkel, catcheur (lutteur professionnel)
- 28 décembre : John Fellows Akers, homme d'affaires (président d'IBM et de Lehman Brothers)

## Décès en 1934
- x